# Ґудзь Зінаїда Феодосіївна
Зінаїда Феодосіївна Ґудзь (Гудзь; 10 липня 1923, село Перша Андріївка, тепер смт. Андріївка Балаклійського району Харківської області — ?) — українська радянська діячка, головний зоотехнік Смотрицької машинно-тракторної станції (МТС) Смотрицького району Хмельницької області. Депутат Верховної Ради УРСР 3—4-го скликань.

## Біографія
Народилася в родині робітника. Під час німецько-радянської війни була евакуйована у східні райони СРСР. Трудову діяльність розпочала у 1941 році обліковцем тракторної бригади.
У 1943—1947 роках — студентка Харківського зоотехнічного інституту.
У 1947—1953 роках — зоотехнік Смотрицького районного відділу сільського господарства Кам'янець-Подільської області.
З 1953 року — головний зоотехнік Смотрицької машинно-тракторної станції (МТС) Смотрицького району Хмельницької області.
Член КПРС з 1952 року.
Потім — на пенсії у смт. Смотрич Дунаєвецького району Хмельницької області.